# Àcid nonanoic
L'àcid nonanoic (anomenat també de forma no sistemàtica àcid pelargònic) és un àcid carboxílic de cadena lineal amb nou àtoms de carboni i fórmula molecular {\displaystyle {\ce {C9H18O2}}}. En bioquímica se'l considera un àcid gras i se simbolitza per C9:0.
A temperatura ambient l'àcid nonanoic és un líquid incolor, té olor i gust de coco, solidifica a 12,5 °C i bull a 255,6 °C. La seva densitat és de 0,907 g/cm³ entre 4 °C i 20 °C i el seu índex de refracció val 1,4322 a 20 °C. És pràcticament insoluble en aigua i soluble en etanol, cloroform i dietilèter. Cristal·litza en el sistema monoclínic, grup espacial P 21/c, la seva cel·la elemental té els valors: a = 21,1130 Å, b = 4,9188 Å, c = 10,1177 Å, α = 90°, β = 93,778° i γ = 90°.

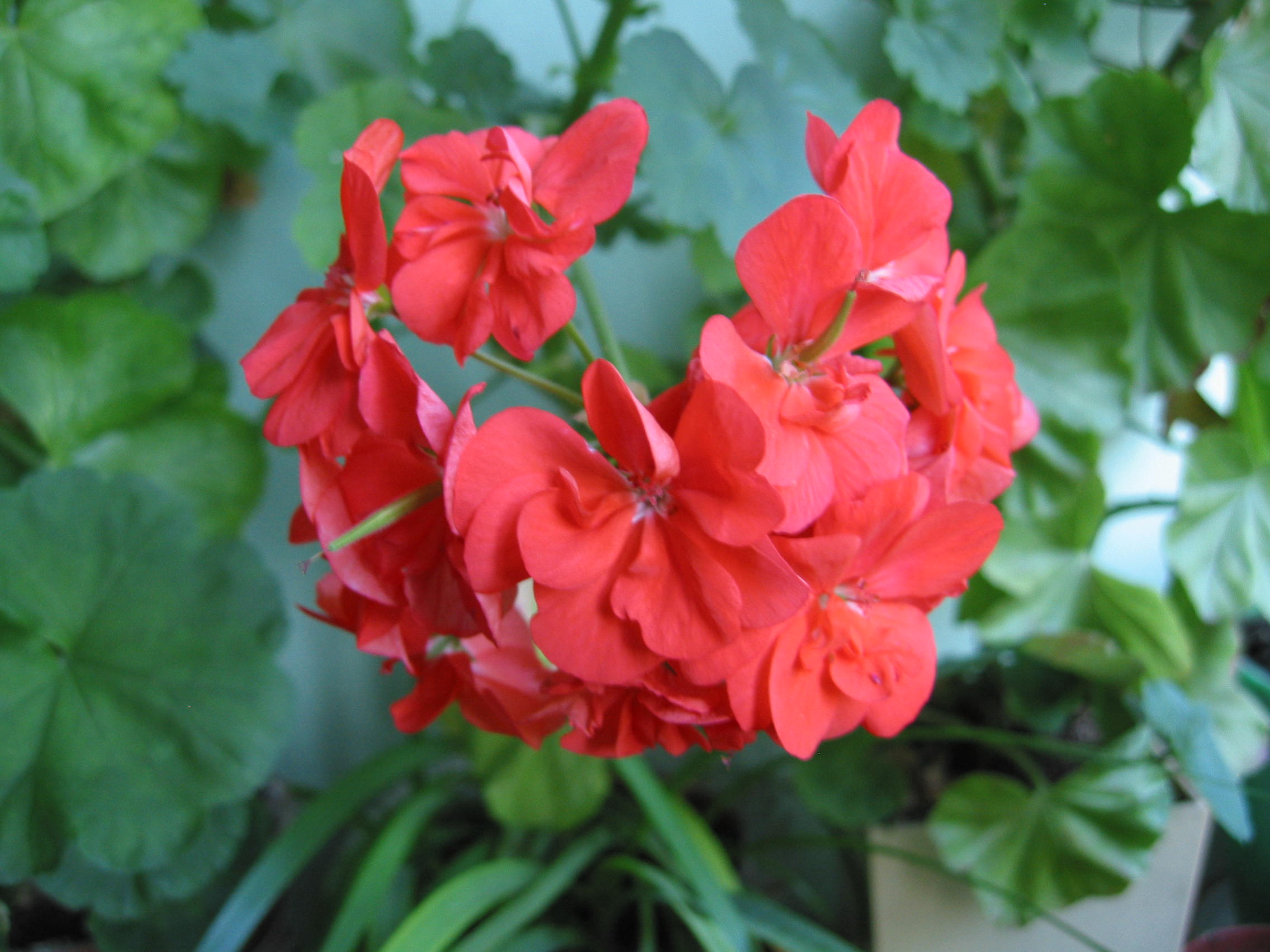
Gerani

L'àcid nonanoic es pot aïllar de l'oli de gerani, el qual gènere és Pelargonium, d'on prové el seu nom no sistemàtic àcid pelargònic. L'oli de gerani fou obtingut per primer cop el 1827 pel químic francès Constant A. Récluz (1797–1873) a partir del Pelargonium roseum, i el 1846 F. Pless n'aïllà l'àcid nonanoic. El mateix any el químic austríac Josef Redtenbacher (1810-1870) l'obtingué per oxidació de l'acid oleic, els químic francesos Auguste A.T. Cahours (1813-1891) i Charles F. Gerhardt (1816-1856) per oxidació de l'oli de ruda.
Èsters sintètics seus es fan servir com saboritzants. També es fa servir per plastificar i en laques. La seva sal d'amoni es fa servir com herbicida.